# Tillandsia capillaris
Tillandsia capillaris es una de las especies de epífitas más abundantes en la región del Bosque Chaqueño de Argentina y es denominada vulgarmente como “clavel del aire”, al igual que otras especies del mismo género. Esta especie también se distribuye por Bolivia,Ecuador,Argentina y Chile.

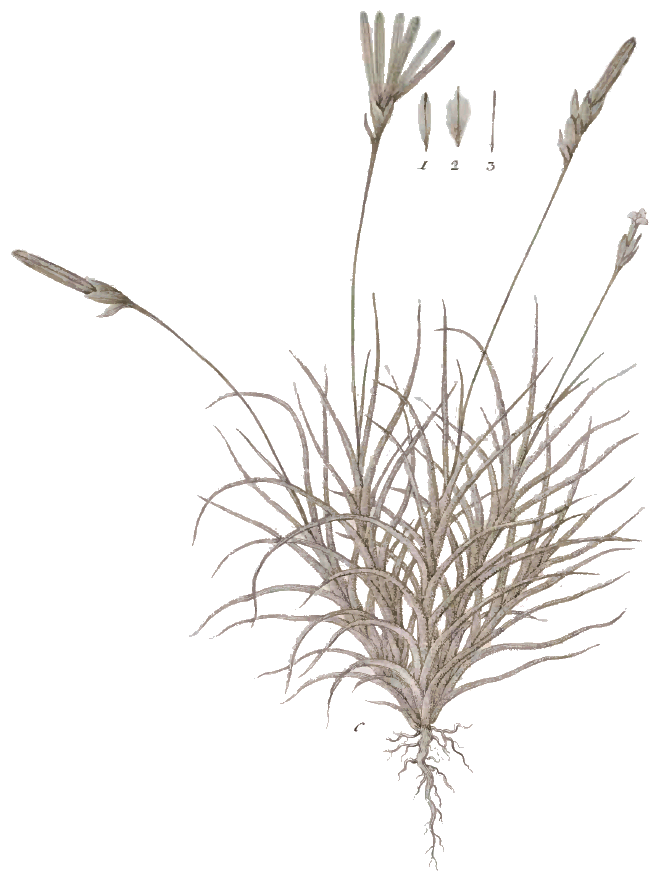
Ilustración

## Fisiología
En cuanto a su nutrición y ecología, esta especie comparte las mismas características que la mayoría de las especies del género, es decir, que sus raíces están adaptadas a la sujeción o "anclaje" del individuo al sustrato, mientras que la función de captación de agua y nutrientes es llevada a cabo gracias a la presencia de una especie de escamas denominadas tricomas foliares, que recubren íntegramente la superficie de las hojas. Sin embargo, estudios en los últimos años han demostrado parcialmente que esta y otras especies del género liberan compuestos que inhiben el crecimiento de la planta hospedera, con el fin de que la corteza se seque y agriete para que la Tillandsia (y sus descendientes) se pueda apoyar mejor. A pequeña escala esto no es un problema, pero en el caso de ramas saturadas o árboles moribundos con muchos claveles, puede llegar a ser un problema grave. 

## Reproducción
En cuanto a la reproducción de estas plantas, es muy común la del tipo asexual mediante yemas, aunque también existe la reproducción sexual mediante la formación de frutos que contienen numerosas semillas de dispersión anemófila (dispersadas por el viento). Esto es posible gracias a la presencia de pubescencias seminales cuyo origen es la escisión de fibras provenientes del mismo fruto maduro que tiene forma de cápsula. 

## Hábitat
Existen numerosas especies arbóreas del Bosque Chaqueño que presentan gran abundancia de "claveles del aire" en sus copas, dentro de los cuales podemos destacar al  “algarrobo blanco” (Prosopis alba Griseb.), uno de los árboles más emblemáticos de la región, aunque también podemos encontrarlos en numerosas especies nativas y exóticas.
Tillandsia capillaris es una especie holo-epifita, es decir, que sólo puede desarrollarse utilizando como sustrato otras especies. En este caso, utiliza a los árboles sólo como soporte, estableciendo una relación simbiótica del tipo comensalista. En esta relación la epifita no genera un daño directo a su hospedante, como popularmente se cree. Estudios recientes realizados en los bosques de la región Chaqueña han demostrado que Tillandsia capillaris no necesita a los árboles hospedantes para su nutrición, lo cual le posibilita desarrollarse sobre soportes inertes como los cables de la red eléctrica.
Sin embargo, los árboles presentan, por lo general, una mayor abundancia de “claveles del aire” sobre ramas secas o deterioradas y este patrón de distribución tan particular de las epifitas, es frecuentemente considerado como evidencia de que los “claveles del aire” estarían ejerciendo efectos negativos sobre los árboles en los cuales se hospedan, por lo que más que un comensalismo sería un parasitismo.

## Taxonomía
Tillandsia capillaris fue descrita por Ruiz & Pav. y publicado en Flora Peruviana, et Chilensis 3: 42, t. 271, f, c. 1802.
Etimología
Tillandsia: nombre genérico que fue nombrado por Carlos Linneo en 1738 en honor al médico y botánico finlandés Dr. Elias Tillandz (originalmente Tillander) (1640-1693).
capillaris: epíteto latíno que significa "como pelos"
Variedades aceptadas
- Tillandsia capillaris f. cordobensis (Hieron.) L.B.Sm.
- Tillandsia capillaris f. hieronymi (Mez) L.B.Sm.
- Tillandsia capillaris f. incana (Mez) L.B.Sm.
- Tillandsia capillaris f. virescens (Ruiz & Pav.) L.B.Sm.

Sinonimia
- Diaphoranthema capillaris (Ruiz & Pav.) Beer
- Tillandsia capillaris f. capillaris
- Tillandsia lanuginosa Gillies ex Baker[3]